# کلاه‌خود بسته

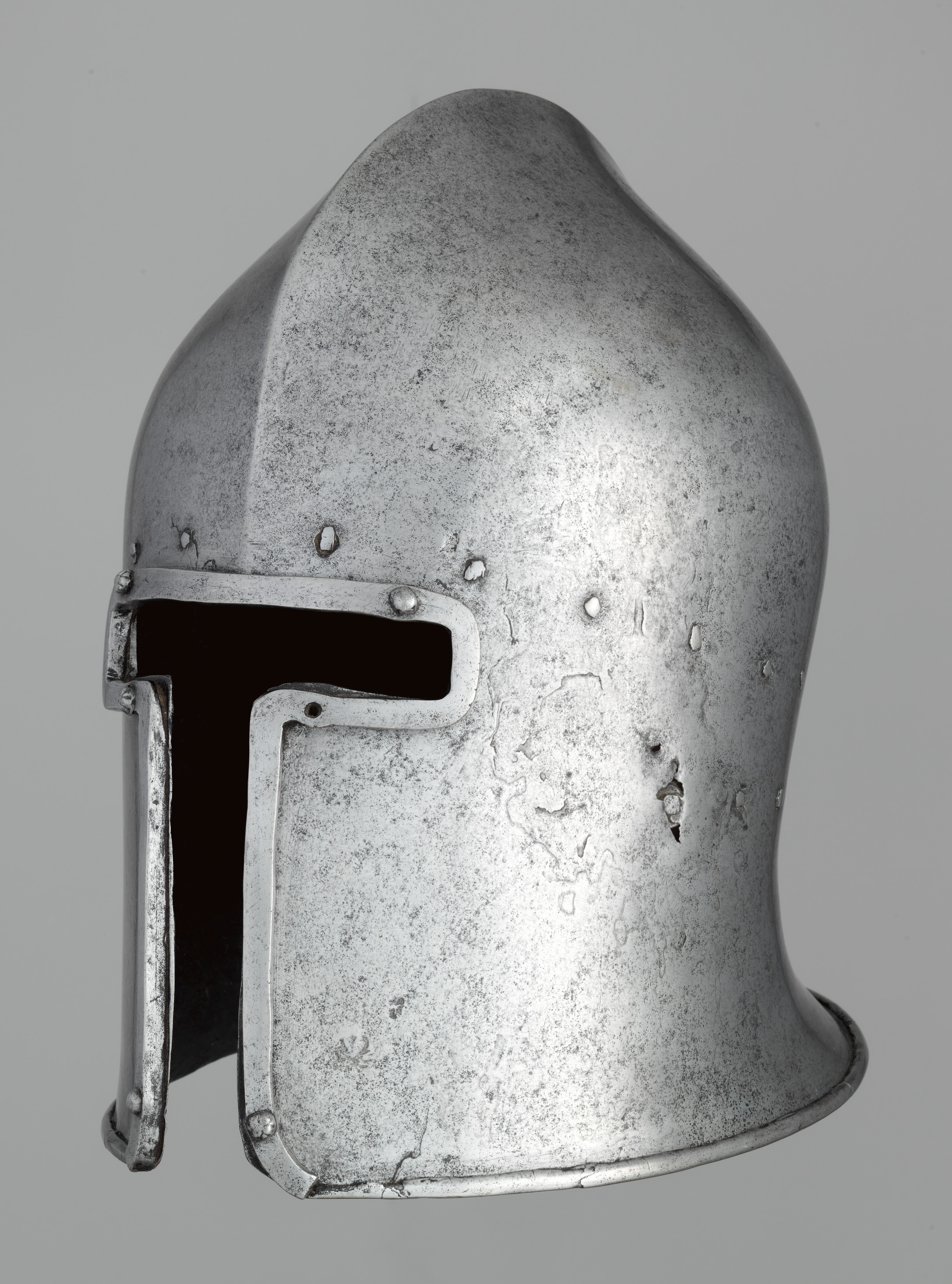
کلاه‌خود بسته ایتالیایی، حدود ۱۴۶۰، با دهانهٔ T شکل، موزه متروپولیتن نیویورک.

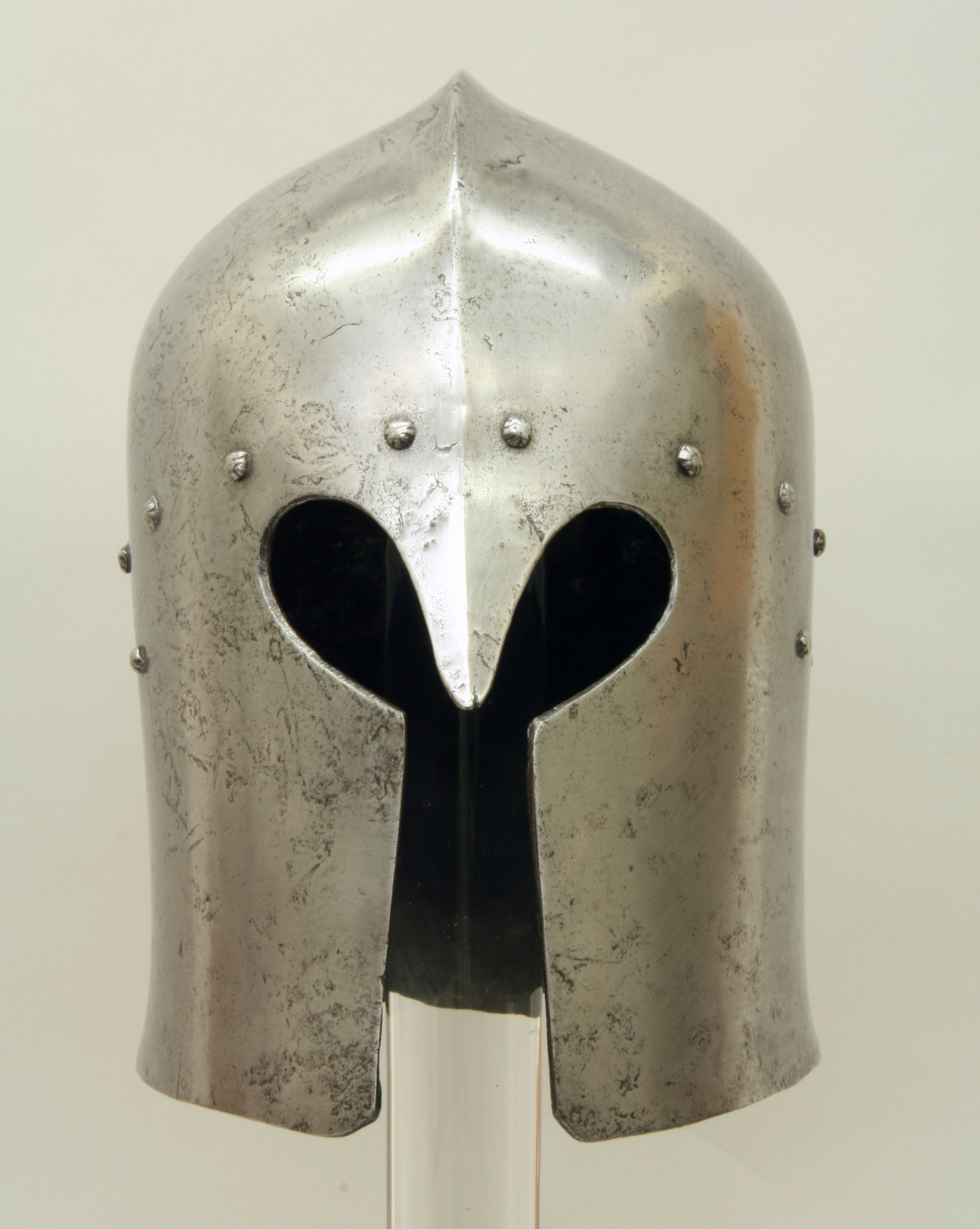
کلاه‌خود بسته ایتالیایی، با دهانهٔ Y شکل و محافظ بینی، ۱۴۷۰–۱۴۸۰، موزه متروپولیتن نیویورک.

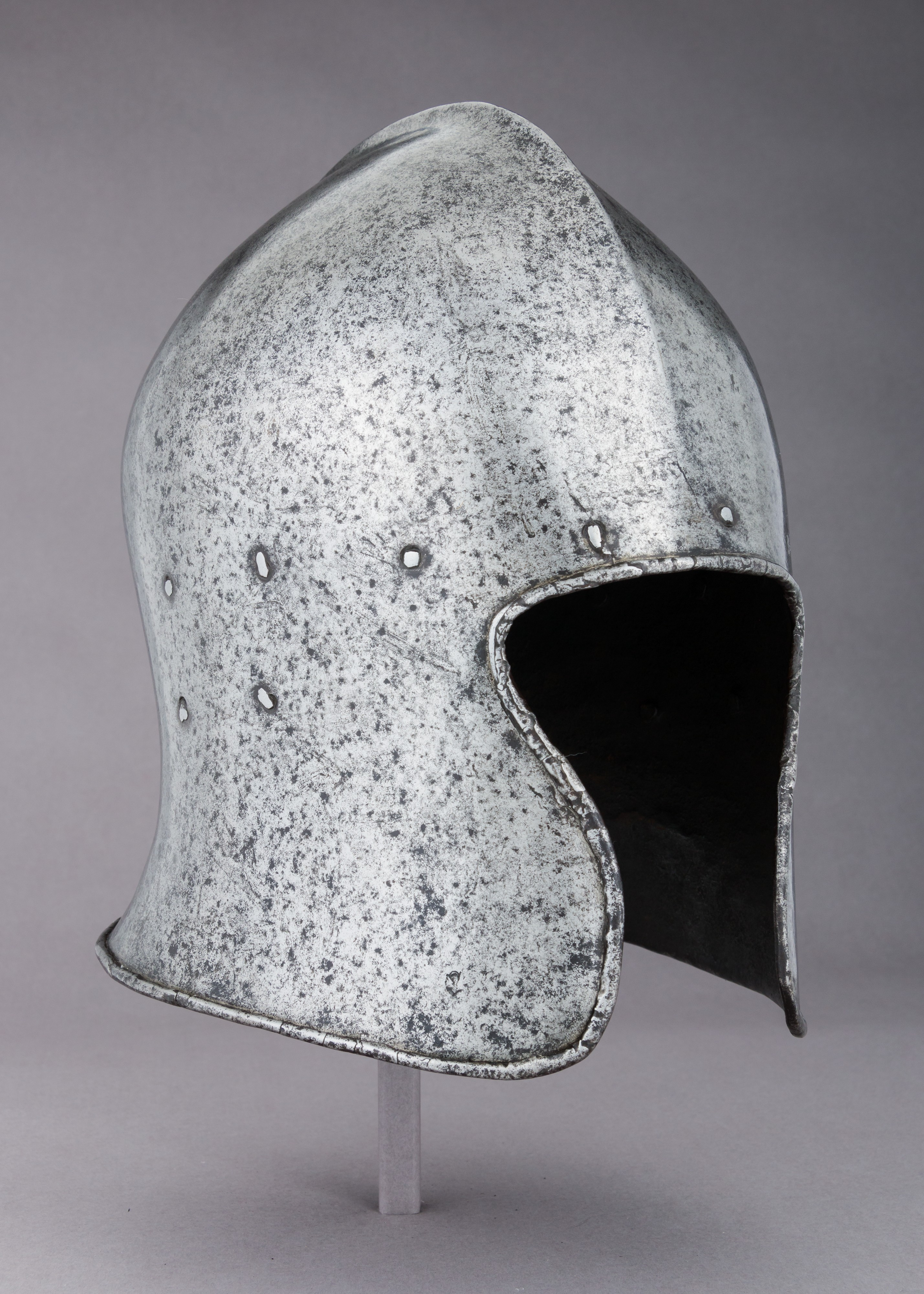
کلاه‌خود بسته ایتالیایی، ۱۴۷۰–۱۴۸۰، با دهانهٔ قوسی شکل و محافظ صورت بازتر، موزه متروپولیتن نیویورک.

خودِ بسته یا کلاه‌خود بسته یا باربوت (انگلیسی: Barbute) یک نوع کلاه‌خود جنگی بدون نقاب است که در قرن پانزدهم و شانزدهم میلادی در ایتالیا رایج بوده است. این کلاه خود به خاطر شکل خاص خود که شبیه به یک "T" است، شناخته می‌شود. این کلاه‌خودها اغلب دارای یک دهانه T شکل یا Y شکل متمایز برای چشم‌ها و دهان است.
کلاه‌خود بسته معمولاً از جنس فولاد ساخته می‌شد و برای محافظت از سر و صورت سربازان در جنگ استفاده می‌شد. این کلاه خود دارای یک بخش اصلی بود که سر را می‌پوشاند و یک بخش جلویی که صورت را محافظت می‌کرد. بخش جلویی کلاه‌خود معمولاً دارای یک دریچه متحرک بود که به سرباز اجازه می‌داد تا در صورت نیاز، صورت خود را باز کند.
خود بسته در طول قرن شانزدهم میلادی به تدریج از مد افتاد و جای خود را به کلاه‌خودهای دیگری مانند موریون داد. با این حال، این کلاه خود به عنوان یک نماد از جنگ‌های قرون وسطی و رنسانس باقی مانده است.

## خاستگاه
نام «باربوتا» اولین بار در یک فهرست مربوط به خاندان گونزاگا در سال ۱۴۰۷ ثبت شده است. این کلاه‌خود را می‌توان به عنوان یک شکل خاص از سالِت در نظر گرفت. هر دو نوع کلاه خود در نهایت از کلاه‌خود قدیمی‌تر باسینه مشتق شده‌اند. کلاه‌خود بسته شبیه کلاه‌خودهای یونان کلاسیک است و ممکن است تحت تأثیر علاقه مجدد به آثار باستانی رایج در این دوره باشد.
باربوت یا باربوتا در زبان ایتالیایی به معنای «ریش‌دار» است و احتمالاً به این دلیل که ریش فرد استفاده‌کننده از این کلاه‌خود قابل مشاهده بود بدین صورت نام‌گذاری شده است.

## ویژگی‌ها
این نوع کلاه خود نمونه‌ای از زیبایی ظاهری است که نتیجه کارایی عملکردی است. ویژگی بارز کلاه‌خود بسته، گسترش رو به جلوی کناره‌های کلاه خود به سمت خط وسط است. این به کناره‌های صورت کاربر در زیر چشم‌ها محافظت می‌کند. صرف نظر از شکل ترکیب دهانه دید و نفس، T شکل، Y شکل یا قوس‌شکل، این ویژگی همیشه وجود دارد. لبه باز شدن T شکل تقریباً همیشه توسط یک لبه آهنی پرچ شده تقویت می‌شود، که معمولاً تا لبه پایینی کلاه خود امتداد می‌یابد. شکل Y اغلب شامل یک برآمدگی مشخص برای محافظت از بینی است که در غیر این صورت از دریچه ترکیبی تهویه و دید بیرون می‌زند. حداقل یک نمونه با یک بینی بسیار دراز وجود دارد که لولایی است.
کلاه‌خود بسته را می‌توان با یک گلوگیر صفحه‌ای پوشید. با این حال، این کلاه خود اغلب با یک یقه زرهی سفت شده به نام «استاندارد» پوشیده می‌شد که از گلو و گردن محافظت می‌کرد. برخی از نمونه‌های کلاه‌خود بسته، مانند تعدادی از سالِت‌های ایتالیایی، با یک پارچه تزئینی غنی، معمولاً مخمل سنگین، پوشانده شده بودند. تعدادی از کلاه‌خودهای بسته باقی‌مانده شامل یک سوراخ به شکل سوراخ کلید در بالای جمجمه برای اتصال یک تاج تزئینی هستند. یک نقاشی معاصر که توسط فدریکو دا مونتفلترو، دوک اوربینو سفارش داده شده است، یک کلاه‌خود بسته را نشان می‌دهد که بالای آن یک تاج به شکل عقاب نشان‌شناختی قرار دارد.
برخلاف سالِت، به نظر می‌رسد که کلاه‌خود بسته در خارج از ایتالیا محبوبیت چندانی نداشته است.
کلاه‌خودهای بسته معمولاً از یک ورق فلز ساخته می‌شدند. با این حال، فلزکاری امروزی نشان داده است که بسیاری از کلاه‌های ایمنی رنسانس ایتالیا اساساً از آهن ساخته شده بودند که با فولاد پوشانده شده بودند.